# Sunday in New York
Sunday in New York is een Amerikaanse romantische komedie uit 1963 onder regie van Peter Tewksbury. De film is gebaseerd op het gelijknamig Broadwaytoneelstuk uit 1961 en is destijds in Nederland uitgebracht onder de titel Sexy in New York.

## Verhaal
De 22-jarige muziekcritica Eileen Tyler komt uit Upstate New York, en besluit om haar oudere broer, piloot Adam een bezoekje te brengen in New York. Ze heeft onlangs een punt gezet achter haar langdurige relatie met Russ, die afkomstig is uit een rijke familie uit Albany (New York). Ze is een maagd en overweegt om het bed te delen met haar eerstvolgende minnaar. Ze vindt in Mike Mitchell - een man die ze in de bus ontmoet - de perfecte kandidaat, maar dan staat Russ plotseling voor haar op de stoep. Het viertal brengt de dag met elkaar door, en conflicten ontstaan als Eileen liegt over wie Mike is. Russ denkt namelijk dat Mike haar broer is en dat Adam een collega van hem is, en Eileen doet haar best om te voorkomen dat Russ erachter komt

## Rolverdeling
| Acteur          | Personage            |
| --------------- | -------------------- |
| Jane Fonda      | Eileen Tyler         |
| Rod Taylor      | Mike Mitchell        |
| Cliff Robertson | Adam Tyler           |
| Robert Culp     | Russ Wilson          |
| Jo Morrow       | Mona Harris          |
| Jim Backus      | Chief Pilot Drysdale |

## Productie
De hoofdrollen werden aanvankelijk aangeboden aan Natalie Wood en Warren Beatty, maar sloegen deze af. Robert Redford verscheen in het toneelstuk en hoopte om ook in de filmversie de rol van Mike Mitchell te vertolken, en was teleurgesteld dat deze naar Rod Taylor ging.